# فيات سينا
فيات سينا ھي شركة إیطالیة لصناعة سیارات الركوب یقع مصنعھا الأساسي في تورینو. (FIAT Group أو FIAT) فیات وتعرف أیضا بمجموعة فیات
تضم مجموعة فیات .(Fabbrica Italiana Automobili Torino: وكلمة فیات ھي اختصار لمصنع السیارات الإيطالي بتورینو (بالإیطالیة
الشركات ألفا رومیو وفیراري ومازیراتي -تتبع فیراري- ولانسیا-والتي مازلت فیات تتحكم بھا نماما عكس الشركتین السابقتین، كما تمتلك فیات
حالیا ما نسبتھ 20 % من شركة كرایسلر الأمریكیة على أن ترتفع النسبة إلى 35 % ثم إلى 51 % فیما بعد، وبھذا تصبح فیات المجموعة الإیطالیة
الوحیدة لإنتاج السیارات-عدا لامبرجیني المملوكة لمجموعة فولكسفاغن الألمانیة-. اشتھرت شركة فیات بصناعتھا للسیارات الصغیرة والاقتصادیة.
وتتمیز سیارات فیات عموما بممیزات أي سیارة إیطالیة مثل التصمیم المبتكر والأداء الریاضي. وقد تمیزت كثیر من سیارات فیات بالجمع بین
الاقتصادیة والحجم المدمج بالإضافة إلى الطابع الریاضي والعملي. وفیات ھي أول من أدخل نظام التربو دیزل سنھ 1986 في كبیرتھا كروما.
وكانت سیاراتھا فیات 128 طراز (1969) إحدى أوائل السیارات التي اعتمدت نظام الدفع الأمامي وضعیة المحرك العرضیة. وقد ساھمت السیارة في تغییر الكثیر من أسالیب صناعة السیارات الصغیرة.
ویتركز سوق فیات أساسا في أوروبا بالإضافة إلى بعض أسواق الشرق الأوسط مثل مصر وسوریا ولبنان وأسواق أمریكا اللاتینیة.
وینافس فیات في السوق الأوروبیة: فولكسفاغن الألمانیة وبیجو الفرنسیة وھما في نفس لائحتھا السعریة. ویمكن ادخال شركات مثل تویوتا وھوندا وأوبل إلا أنھما في لائحة سعریة أدنى من فیات.
وقد أرھقت منافسة السیارات الیابانیة شركة فیات كثیرا باعتبارھا سیارات صغیرة وسعرھا یقل دائما عن سعر سیارات فیات، كما برزت مجموعتا فولكسفاغن وبیجو بشكل واضح في السنوات الأخیرة، مما أدى إلى تدني مبیعات فیات بشدة وازدیاد دیونھا.

## التاریخ
تم تأسیس فیات سنة 1899 بواسطة جوفاني أنییلي ومجموعة من المستثمرین. وقاد جوفاني شركة فیات حتى وفاتھ سنة 1943 .أنتجت قیات أولى
سیاراتھا عام 1903 وفي 1908 أنتجت أول محرك للطائرات. واستطاعت سیارات فیات أن تفرض نفسھا في فترة قصیرة وتحقق مبیعات ھائلة.
فقد نجحت فیات في تصمیم وإنتاج سیارات تتفوق على مثیلاتھا الأوروبیة في الأداء والابتكارات بسعر مدروس للغایة. وتعتبر سیارات فیات،
السیارات العذراء الوحیدة في العالم، حیث ظلت ولغایة عام 2010 سیاراتھا خالصة 100 % لقطع غیار فیات الأم. وھناك اشتراك واحد مع شركة
ھیتاشي الیابانیة على صعید الآلات الكبرى كالحفارات والدكاكات. یرأس الشركة الآن جون ألكان.

## فیات لینیا
تعد السیارة لینیا نموذجا فریدا یعكس قدرات الشركة الإیطالیة في المزج بین الاناقة في التصمیم والعملیة في الأداء ومتعة القیادة بجانب السعر
المنافس في مقابل الممیزات الفریدة التي توفرھا السیارة والتي تؤھلھا لمنافسة السیارات من الفئات الأعلى. وقد تم تصمیم السیارة بمركز تصمیمات
فیات وھو ما جعل ھیئة السیارة تعكس جمیع مفاھیم الاناقة والدینامیكیة والانسیابیة والطابع الایطالى الخالص الذي یمیز جمیع طرازات فیات الحدیثة
بدءا من طراز جراند بونتو وحتى طراز برافو الجدید. تندرج السیارة لینیا ضمن فئة السیارات السیدان متوسطة الحجم رباعیة الأبواب وتتمتع بابعاد
مثالیة في فئتھا تجعلھا تمثل القمة من حیث الرحابة والاتساع، حیث یبلغ طولھا 4.5 متر، وعرضھا 1.7 متر وارتفاعھا 1.5 متر ویبلغ طول قاعدة
العجلات 2.6 متر، كما تصل سعة صندوق الامتعة الخلفى إلى 500 لتر. روعى أیضا في تصمیم السیارة الداخلى نفس معاییر الاناقة والانسیابیة
لتحقیق التجانس مع التصمیم الخارجة الممیز ولاستكمال نفس الشعور بالرحابة وسعة المساحة للسائق والركاب إلى جانب الراحة والرفاھیة والترف
الذي یمیز جمیع تفاصیل السیارة. وتتوافر السیارة لینیا بمحرك بنزین ذى ثمانیة صمامات تبلغ سعتھ اللتریة 1400 سى سى ویولد قوة قدرھا 77
حصانا مع محرك اخر تیربو 1400 سى سى ویولد قوة قدرھا 120 حصانا. وتتضمن السیارة ناقل حركة خماسى السرعات وثلاث مستویات
متنوعة من التجھیزات للتجاوب مع الاحتیاجات المتنوعة للعملاء التي ستطرح بھا مع توافر الوان مختلفا للھیكل الخارجى للاختیار بینھا. كما تضم
السیارة العدید من التجھیزات الفریدة التي لم تطرح من قبل في أي سیارة أخرى من ھذه الفئة مثل تكییف الھواء المتطور والأنظمة الترفیھیة
لتوصیل الأجھزة الإلكترونیة USB الذي یتیح إمكان توصیل البلوتوث داخل السیارة مع وصلة Blue و Me الفریدة من نوعھا والتي تشمل نظام
وكل ذلك یاتى بسعر منافس جدا Cruise Control Sensor إلى جانب نظام القیادة الالیة CD المتنوعة والرادیو مع مشغل الأقراص المدمجة
توفره أي سیارة أخرى من الفئة نفسھا. وقد تم تجھیز السیارة لینیا بالعدید من نظم الامان التي تعكلس حجم التطور الھندسي الذي بلغتھ شركات
فیات الإیطالیة مما یجعلھا من أكثر السیارات امانا في فئتھا وذلك من خلال دمج العدید من النظم والحلول المبتكرة في عالم الامان كما تضم
ومن المتوقع ان تمثل السیارة لینیا إحدى أھم السیارات الاستراتیجیة بالنسبة لمجموعة فیات في الأسواق ABS السیارة نظام المكابح المضادة للغلق
الأوروبیة وغیر الأوروبیة.